# Canaudonne (ruisseau)
Le Canaudonne ou la Rouille est un ruisseau, affluent de la Dordogne, qui coule en région Nouvelle-Aquitaine, dans le département de la Gironde.

## Géographie
Le Canaudonne prend son origine en Gironde, vers 100 mètres d'altitude, sur la commune de Saint-Léon, un kilomètre au sud-ouest du bourg, en bordure de la route départementale 671 entre les lieux-dits Castagnat et Chanterot.
Entre Nérigean et Tizac-de-Curton, elle se sépare en deux bras qui se rejoignent au bout d'un kilomètre et demi entre Génissac et Moulon.
Le ruisseau conflue, au nord du bourg du Moulon, avec la Dordogne en rive gauche, à 4 m d'altitude.
De 14,8 km de longueur, le ruisseau le Canaudonne, dans son trajet de Saint-Léon à Moulon, a reçu les toponymes locaux de ruisseau de Daignac, la Canedonne, Trousse-paille et Rouille.

### Un cours d'eau ou plusieurs?
Le SANDRE considère la Canaudonne comme un ruisseau unique long de 14,8 km. Le Géoportail IGN identifie de son côté cinq noms différents, soit d'amont vers l'aval :
- le ruisseau de Faugères à Saint-Léon,
- le ruisseau de Trousse-Paille sur la même commune puis entre Blésignac et Espiet,
- la Canedonne entre Daignac et Espiet,
- le ruisseau de Daignac entre Saint-Quentin-de-Baron et Tizac-de-Curton,
- le Canaudonne entre Nérigean et Génissac à l'ouest et Moulon à l'est.

### Communes et cantons traversés
Dans le seul département de la Gironde, le ruisseau le Canaudonne traverse les neuf communes suivantes, de l'amont vers l'aval, de Saint-Léon (source), Blésignac, Saint-Quentin-de-Baron, Daignac, Espiet, Tizac-de-Curton, Nérigean, Génissac, Moulon (confluence).
Soit en termes de cantons, la Canaudonne prend source dans le canton de l'Entre-deux-Mers, traverse et conflue dans le canton des Coteaux de Dordogne, le tout dans l'arrondissement de Bordeaux et arrondissement de Libourne.

### Bassin versant
La Canaudonne traverse une seule zone hydrographique La Rouille (P576) de 60 km2 de superficie. Ce bassin versant est constitué à 79,29 % de « territoires agricoles », à 16,41 % de « forêts et milieux semi-naturels », à 3,49 % de « territoires artificialisés ». 

## Affluents

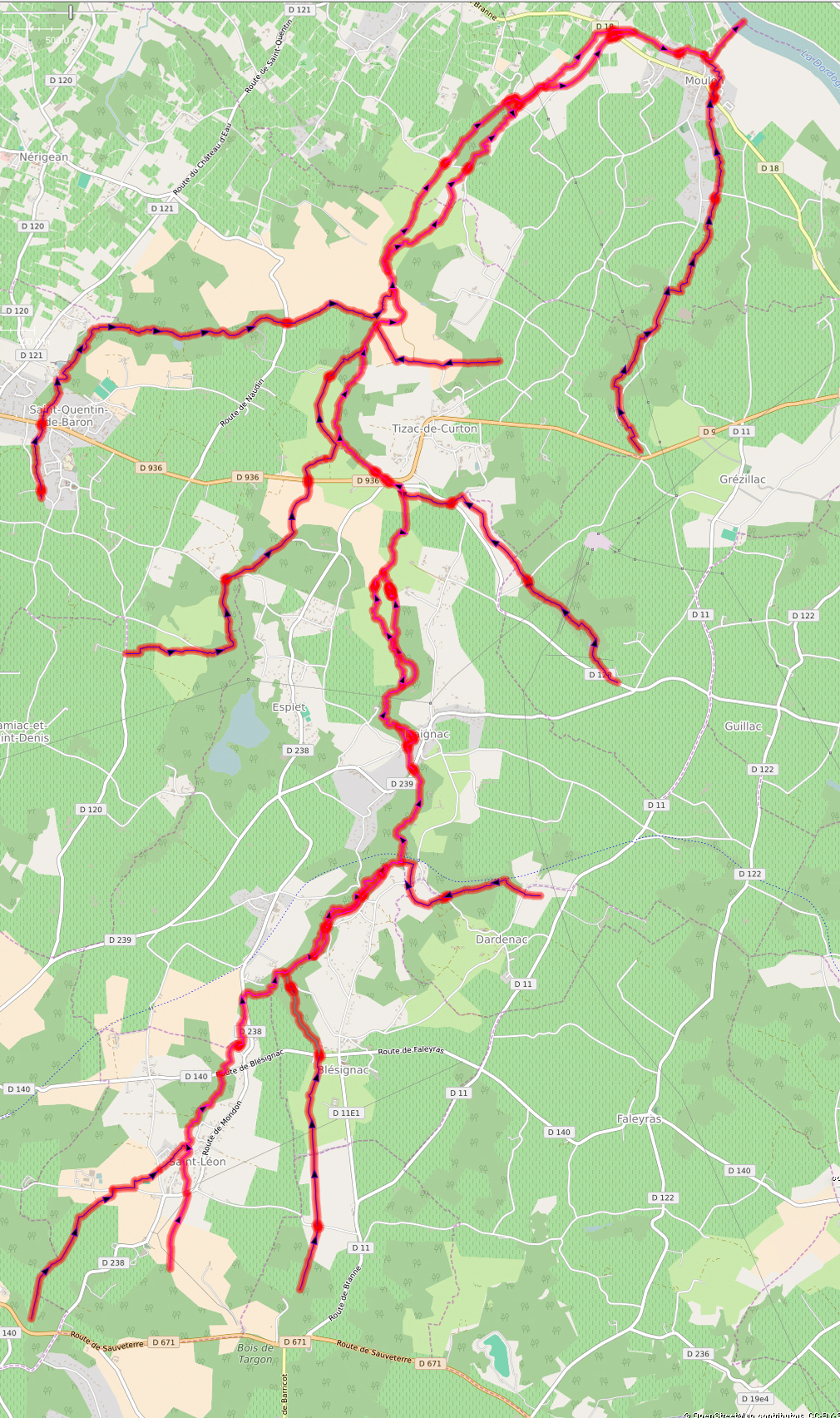
Le Canaudonne et ses affluents.

Le Service d'administration nationale des données et référentiels sur l'eau (SANDRE) et le Système d'Information sur l'Eau du Bassin Adour Garonne (SIEAG) ont répertorié huit affluents et sous-affluents du Canaudonne. 
Dans le tableau ci-dessous se trouvent : le nom de l'affluent ou sous-affluent, la longueur du cours d'eau, son code SANDRE, des liens vers les fiches SANDRE, SIEAG et vers une carte dynamique de OpenStreetMap qui trace le cours d'eau.
| Le Canaudonne | 14,8 km | P5760500 | « Fiche SANDRE » | Fiche SIEAG | OpenStreetMap |

| Ruisseau de Faugères | 2,1 km | P5760510 | « Fiche SANDRE » | Fiche SIEAG | OpenStreetMap |
| Ruisseau d'Audigey   | 2,7 km | P5760520 | « Fiche SANDRE » | Fiche SIEAG | OpenStreetMap |
| Courant Rouillé      | 1,6 km | P5760530 | « Fiche SANDRE » | Fiche SIEAG | OpenStreetMap |
| Le Gimbre            | 2,5 km | P5760540 | « Fiche SANDRE » | Fiche SIEAG | OpenStreetMap |
| Le Peyrat            | 4,1 km | P5760550 | « Fiche SANDRE » | Fiche SIEAG | OpenStreetMap |
| Ruisseau de Camiac | 4,1 km | P5760560 | « Fiche SANDRE » | Fiche SIEAG | OpenStreetMap |
| Ruisseau Font Bilane | 1,2 km | P5760570 | « Fiche SANDRE » | Fiche SIEAG    | OpenStreetMap |
| Ruisseau de la Brède | 4,3 km | P5760580 | « Fiche SANDRE » | Fiche SIEAG    | OpenStreetMap |
| Ruisseau Pont Ribeau | 3,6 km | P5760590 | « Fiche SANDRE » | Fiche SIEAG[2] | OpenStreetMap |
Donc son rang de Strahler est de 3.

## Aménagements et écologie
Un lieu-dit "le port" est signalé à l'embouchure de la Dordogne.

## Lieux et monuments
- Le château de Pressac et le château de Curton à Daignac
- Le Moulin neuf d'Espiet
- Le château de Génissac